# キッスは殺しのサイン
『キッスは殺しのサイン』（Deadlier Than the Male）は、1967年に公開されたイギリスの映画。監督はラルフ・トーマス。出演はリチャード・ジョンソンやエルケ・ソマー、シルヴァ・コシナなど。
当時の『007』シリーズ人気に便乗し多く作られたスパイ映画の一作だが、原作はそれより早く1920年から1960年代まで発表された小説『ブルドッグ・ドラモンド』シリーズである。原題は、1911年発表のラドヤード・キップリングの詩（The Female of the Species）を基にしている。
続編に『電撃!スパイ作戦』がある。

## あらすじ
女暗殺者のエックマンとペネロープは、アメリカの石油会社社長ケラーと関係者1人を殺す。
ロイド保険組合員のヒュー・ドラモンドは、この背景にケラー石油会社とフェニンアン石油会社の合併があり、国際犯罪組織が絡んでいると判断し、調査に乗り出す。
若く美しいエックマン（エルケ・ソマー）と黒髪美人ペネロープ（シルヴァ・コシナ）はみかけとは違って、邪悪な危険きわまりない暗殺者であった。悩ましい曲線を惜しげもなく見せる潜水着をつけた彼女らは、地中海の小島でアメリカの石油会社社長ケラーに続いて、重役の1人を殺害した。どうやらこの事件はフェニンアン石油会社とケラー石油会社との合併問題がからんでいるようであった。これらの事件を知ったロイド保険組合員のヒュー・ドラモンド（リチャード・ジョンソン）はこれを国際ギャング団の仕業とにらんで調査にのりだした。
ある日、ドラモンドはフェニンアン石油の重役ウェストンの元に、エックマンが第三者の使いとして現れたのを目撃する。それ以来ドラモンドは彼女たちに命を狙われるようになる。ある日、ドラモンドはフェニンアン石油会社を訪れた際、同社がアクマタ国の石油の利権を狙って同国の国王を暗殺しようとしていることを知る。ドラモンドは甥のロバートの付き添いとして、国王に謁見する。
その後、彼はエックマンら暗殺者たちを指揮するピーターソンと対峙する。そして、彼はピーターソンが企てた暗殺計画を阻止する。

## キャスト
| 役名                 | 俳優                   | 日本語吹替 |
| -------------------- | ---------------------- | ---------- |
| ヒュー・ドラモンド   | リチャード・ジョンソン |            |
| エックマン           | エルケ・ソマー         |            |
| ペネロープ           | シルヴァ・コシナ       | 宗形智子   |
| ウェストン           | ナイジェル・グリーン   |            |
| グレース             | スザンナ・リー         |            |
| ロバート             | スティーブ・カールソン |            |
| ブレンダ             | ヴァージニア・ノース   |            |
| ブレッドロー卿       | ローレンス・ナイスミス |            |
| ブレッドロー卿の秘書 | ジャスティン・ロード   |            |
| ヘンリー             | レナード・ロシター     |            |
| フェドラ             | ジア・モヒディン       |            |
| 犯罪組織のボス       | リー・モンタギュー     |            |
| チャン               | ミルトン・リード       |            |
| ミツコ               | 永積靖子               |            |

- 日本語吹替：テレビ朝日版・初回放送日1977年1月8日『土曜映画劇場』

その他：家弓家正、小原乃梨子
※日本語吹替は他にも、1972年5月8日に『月曜ロードショー』で初放送されたTBS版も存在する。